# Csemő
Csemő är en ort i Ungern.   Den ligger i provinsen Pest, i den centrala delen av landet, 60 km sydost om huvudstaden Budapest. Csemő ligger 130 meter över havet och antalet invånare är 4 411.
Terrängen runt Csemő är platt. Runt Csemő är det ganska tätbefolkat, med 108 invånare per kvadratkilometer. Närmaste större samhälle är Cegléd, 10,2 km nordost om Csemő. Omgivningarna runt Csemő är en mosaik av jordbruksmark och naturlig växtlighet.